# Sono pazzo di Iris Blond
Sono pazzo di Iris Blond è un film del 1996 diretto e interpretato da Carlo Verdone.
Data la popolarità conquistata con il precedente Viaggi di nozze (1995), anche per questa pellicola il regista e attore romano ha scelto come sua controparte femminile Claudia Gerini. Le riprese sono ambientate a Napoli, Roma, Bruxelles, Anversa, Charleroi e Waterloo.

## Trama
Romeo Spera, cantante e musicista celebre negli anni settanta con il singolo Bella senza trucco, viene tradito e lasciato dalla fidanzata, insieme alla quale aveva formato il gruppo musicale Alta Definizione, proprio con un altro membro della band, precisamente il suo migliore amico. Triste e depresso, per sbarcare il lunario si fa assumere come cantante sulle navi da crociera; durante una sosta a Napoli si reca da una cartomante, detta la "Santa", che gli predice un lieto incontro con una donna straniera amante della poesia e della musica; questa donna porta il nome di un fiore e gli donerà amore e denaro.
Di lì a poco, nel bel mezzo di una crociera, conosce Marguerite, cantante belga di mezza età che interpreta i versi di Jacques Brel. Pensando che sia lei la donna del suo destino, si lega sentimentalmente a Marguerite e va a vivere con lei a Bruxelles. Si rende presto conto, però, che la sua vita è infelice e suonare tutte le sere Ne me quitte pas è alquanto frustrante. Una sera, mentre cena in un fast food, incontra per caso Iris, cameriera italiana emigrata in Belgio dieci anni prima per raggiungere il padre originario della provincia di Caserta. Iris è una ragazza tosta e caparbia, dalla vita sentimentale turbolenta: per lei troncare un rapporto equivale a "potare i rami secchi".
Poco a poco Romeo inizia a frequentarla e scopre che ha una voce meravigliosa e che scrive versi e poesie. Egli capisce che è arrivato il momento della "potatura": lascia Marguerite e va a vivere da Iris, con cui forma il duo musicale elettropop con sonorità trip hop "Iris Blond and the Freezer". Durante la registrazione del pezzo Nervous (inizialmente scritto in lingua francese), ottengono l'ingaggio per una serata in un locale fuori città, grazie alla quale riscuotono un notevole successo. Questo apre loro la strada a numerose date nei locali.
Alla fine di un concerto, Iris incontra da sola un produttore discografico. Lei e Romeo litigano, a causa dell'esclusione dell'uomo dall'incontro, salvo fare pace una volta rientrata a casa, passando insieme la notte. Al risveglio, Romeo le dichiara di essersi innamorato ma lei poco dopo gli espone la proposta ricevuta dal produttore di fare un disco in Francia, una tournée in Europa e un ricco contratto; questo, però, comporterebbe lo scioglimento del duo. Il produttore, infatti, ha in mente di far accompagnare Iris da un gruppo di ventenni, lasciando da parte Romeo poiché giudicato troppo "démodé". Sentendosi tradito per l'ennesima volta, questo fa scattare una forte discussione tra i due: Romeo si impossessa della casa di Iris come risarcimento per le spese sostenute, dopodiché la sbatte letteralmente fuori di casa.
Romeo è combattuto tra sentimenti d'amore e odio verso la ragazza e decide di andare a cercarla a Charleroi, dove vive il padre di lei, Vincenzo, e dove aveva detto di essersi trasferita. Non solo non la trova, ma viene coinvolto dall'uomo in una serata "italiana" in onore di santa Barbara (protettrice dei minatori), dove viene costretto a duettare con Mino Reitano, ospite d'eccezione. Al ritorno a casa trova un messaggio di Iris in segreteria, in cui gli annuncia la propria partenza per il giorno seguente chiedendogli di vederlo.
Romeo si presenta alla stazione di Anversa e, dopo un iniziale atteggiamento di distacco, cercano di persuadersi a vicenda: lei chiede a Romeo di seguirla in Francia, lui invece tenta di convincerla a non prendere il treno e restare, imitandole nel frattempo l'occhio di Jacqueline (la ragazza del fast food e ormai ex collega di Iris, affetta da blefaroptosi). Quindi le volta le spalle dandole la possibilità di lasciar partire il treno da solo, aspettando di trovarsela lì davanti una volta giratosi verso i binari. Ma non andrà così: quando si volta, infatti, Iris è già salita sul treno per Parigi, preferendo la promettente carriera a lui.
Romeo continuerà comunque a mettersi in gioco: durante un concerto viene annunciata una sua esibizione in cui interpreta Black Hole, brano del repertorio del duo ormai scioltosi. Durante l'esibizione traspare un'espressione triste e amareggiata dovuta all'abbandono da parte di Iris ma, nonostante il pesante fardello, si esibisce in maniera encomiabile davanti a una platea colma di persone che lo ascoltano rapiti, rilanciandosi come artista e guadagnandosi, con il nome d'arte di "The Freezer", la fama e il successo che credeva ormai perduti.

## Colonna sonora
La colonna sonora del film è stata interamente composta da Lele Marchitelli e cantata da Claudia Gerini (fatta eccezione per i brani strumentali e Black Hole (#2), interpretato da Andrea Chimenti). I brani sono contenuti nell'album Sono pazzo di Iris Blond (Colonna sonora originale), pubblicato nel 2017.

### Tracce
1. Claudia Gerini – Nervous (As a Girl Can Be) – 4:26
2. Claudia Gerini – Like Angels Do – 3:46
3. Claudia Gerini – Such a Bad Girl – 3:18
4. Claudia Gerini – Black Hole – 3:54
5. Bruxelles Scene – 4:10
6. Claudia Gerini – Blonder by the Second – 4:46
7. Andrea Chimenti – Black Hole (#2) – 3:57
8. Claudia Gerini – Spider's Web – 2:50
9. Are We Ever – 3:33
10. The Brother – 3:47
11. Claudia Gerini – Like Angels Do (Flying Mix) – 5:32

Durata totale: 43:59

## Distribuzione
Il film è uscito nelle sale italiane il 13 dicembre 1996.

## Accoglienza

### Incassi
Il film ha incassato 10,7 miliardi risultando così il sedicesimo maggiore incasso della stagione cinematografica italiana 1996-1997.

## Riconoscimenti
- 1997 - David di Donatello
  - Candidatura Miglior attore protagonista a Carlo Verdone
  - Candidatura Miglior attrice protagonista a Claudia Gerini
  - Candidatura Migliore attrice non protagonista a Andréa Ferréol
- 1997 - Nastro d'argento
  - Candidatura Migliore colonna sonora a Lele Marchitelli
- 1997 - Premio Flaiano
  - Migliore attrice protagonista a Claudia Gerini

## Produzione
Inizialmente il nome d'arte di Iris avrebbe dovuto essere Iris Love, ma un'archeologa statunitense che portava lo stesso nome ne impedì di fatto l'utilizzo; in seguito si pensò al nome Iris Blue ma alla fine prevalse Iris Blond.